# Neurología de la conducta
Neurología de la conducta es una subespecialidad de la Neurología que estudia las bases neurológicas de la conducta, memoria y cognición, así como el impacto que el daño cerebral y las enfermedades neurológicas tienen sobre estas funciones, y su tratamiento. Dos disciplinas asociadas estrechamente con la neurología de la conducta son la neuropsiquiatría y la neuropsicología. En Estados Unidos, desde el año 2004 se ha pasado a reconocer la 'Neurología de la conducta y Neuropsiquiatría' como una única subespecialidad, por parte del United Council for Neurologic Subspecialties (UCNS).
Algunos síndromes y enfermedades comúnmente estudiados por la neurología de la conducta incluyen entre otros:
- Agrafía
- Agnosias
- Agrafestesia
- Alexia
- Amnesias
- Anosognosia
- Afasias
- Apraxias
- Aprosodia
- Trastorno por déficit de atención con hiperactividad
- Autismo (incluyendo síndrome de Asperger y otras condiciones asociadas)
- Demencias
- Dislexia
- Epilepsia
- Heminegligencia
- Psicosis
- Ictus
- Traumatismo craneoencefálico

La American Academy of Neurology, en Behavioral Neurology Section, define la Neurología Conductual como especialidad que trata los aspectos clínicos y patológicos de los procesos neuronales asociados con la actividad mental, incluyendo funciones cognitivas, estados emocionales y conducta social.
Históricamente, la prioridad de la Neurología Conductual fue describir la fenomenología y fisiopatología de trastornos mentales relacionados con disfunción cerebral, diagnóstico clínico y tratamiento. Los ámbitos cognitivos característicos de su interés incluyen atención, memoria, lenguaje, procesamiento perceptivo de alto nivel, actividades de habilidad motora y funciones cognitivas “frontales” o “ejecutivas” (problemas de adaptación en resolución de problemas, conceptualización abstracta, insight, planificación y secuenciación entre otras). Gracias a las técnicas de neuroimagen, métodos electrofisiológicos y neuropsicología cognitivo-experimental, los avances en neurociencia cognitiva han contribuido a la actual evolución y crecimiento de la Neurología Conductual como subespecialidad neurológica.
Al aplicar los avances en investigación básica en neurociencia, la Neurología Conductual ha ampliado su comprensión de las bases neurobiológicas de la cognición, las emociones y la conducta social. Aunque la Neurología Conductual y la Neuropsiquiatría comparten algunas áreas comunes de interés, estos dos campos se distinguen por su finalidad y su enfoque básico, reflejo de las principales diferencias entre neurología y psiquiatría.
La Neurología conductual incluye tres grandes tipos de síndromes clínicos:
a) trastornos cerebrales difusos y multifocales que afectan a la cognición y la conducta (delirio y demencia);
b) síndromes neuroconductuales asociados con lesiones focales en el cerebro (afasia, amnesia, agnosia, apraxia);
c) manifestaciones neuropsiquiátricas de trastornos neurológicos (depresión, manía, psicosis, ansiedad, cambios de personalidad, trastornos obsesivo-compulsivos, que pueden acompañar enfermedades como la epilepsia, trastorno cerebrovascular, daño cerebral traumático, o esclerosis múltiple)
Esta categorías de síndromes pueden dividirse etiológicamente en primarios (neurodegenerativas) y secundarios (trastornos cerebrales de sistema tóxico-metabólico) o, según el modo de ocurrencia (evolutivo, heredado o esporádico –adquirido).
La especialidad clínica Neurología Conductual supone una combinación única de conocimiento y habilidades más allá de la función de un neurólogo generalista, incluyendo la experiencia en:
1) neuroanatomía funcional conductual aplicada a hallazgos clínicos con marcadores estructurales y funcionales proporcionados por neuroimagen y métodos electrofisiológicos;
2) administración e interpretación de pruebas para determinar el estado mental, incluyendo tanto evaluaciones de tipo neuropsicológico como neuropsiquiátrico y
3) bases neuroquímicas y gestión farmacológica de trastornos cognitivos, emocionales y conductuales.
Como complemento a estas áreas clave de especialización en Neurología Conductual es necesario adquirir otros conocimientos en epidemiología, historia natural, contexto evolutivo (trastornos en la infancia y tercera edad), genética molecular, fisiopatología, gestión clínica integral y prospectiva relacionada con un amplio abanico de síndromes y trastornos neuroconductuales.
ver Contenido Curricular básico de la Neurología Conductual

## Historia
Aunque las descripciones de los primeros síndromes conductuales datan de la antigua Grecia y los Egipcios, fue durante el siglo XIX cuando la Neurología de la conducta comenzó a emerger, primero con las primitivas teorías localizacionistas de Franz Gall, seguido por las primeras descripciones de las afasias por Paul Broca y Carl Wernicke. La Neurología localizacionista y sus descripciones clínicas alcanzaron su auge a finales del siglo XIX y comienzos del XX, momento en que sus trabajos se extendieron con la descripción clínica y neuropatológica de las demencias por Alois Alzheimer y Arnold Pick. El trabajo de Karl Lashley con ratas en la primera mitad del siglo XX, supuso el contrapunto a las teorías localizacionistas y modelos neurológicos de lesión de las funciones conductuales.
En Estados Unidos, el trabajo de Norman Geschwind condujo a un renacimiento del interés por la Neurología de la conducta gracias a sus trabajos sobre las afasias y otros síndromes de desconexión como el síndrome de Geschwind. Por este motivo, y por haber sido mentor de varias generaciones de neurólogos de la conducta (e.g., Antonio Damasio), Geschwind es considerado uno de los padres de la neurología de la conducta.
El advenimiento de la neuroimagen in vivo en la década de 1980 condujo a un mayor interés por las neurociencias cognitivas y proporcionó una herramienta que permitía correlacionar lesiones y estructuras con disfunciones conductuales en pacientes vivos.
En la Argentina, la Universidad de Buenos Aires cuenta con el Centro de Neuropsiquiatría y Neurología de la Conducta (CENECON) dedicado al estudio de la disciplina.